# اللدام (وادي الدواسر)
اللدام، هي العاصمة القديمة لوادي الدواسر واكبر المدن في المحافظة بها عدة مراكز حكومية وقبلية  من فئة (أ) وفئة (ب) تقع في محافظة وادي الدواسر، والتابعة لمنطقة الرياض في السعودية. وتبعد اللدام عن محافظة وادي الدواسر بمسافة تقارب (2) كم.
المراكز التي في اللدام
مركز إمارة آل وثيلة تصنيفه فئة (أ)
رئيس المركز حقطان بن حمود آل وثيلة
مركز إمارة آل براز تصنيفه فئة (أ)
رئيس المركز عالي بن مطحس آل براز
مركز إمارة الحرارشة تصنيفه فئة (أ)
رئيس المركز عبدالله بن محمد الخضاري الحرارشه 
مركز إمارة آل راشد تصنيفه فئة (ب)
رئيس المركز محمد بن لبنان آل حزيم الحرارشه
مركز إمارة الطوال تصنيفه فئة (ب)
رئيس المركز شافي بن سعود آل هقشه الطوال
مركز إمارة بهجة تصنيفه فئة (ب)
رئيس المركز علي بن محماس الهدلاء آل براز
مركز إمارة مقابل تصنيفه فئة (ب)